# Eucera cinnamomea
Eucera cinnamomea là một loài Hymenoptera trong họ Apidae. Loài này được Alfken mô tả khoa học năm 1935.

## Hình ảnh

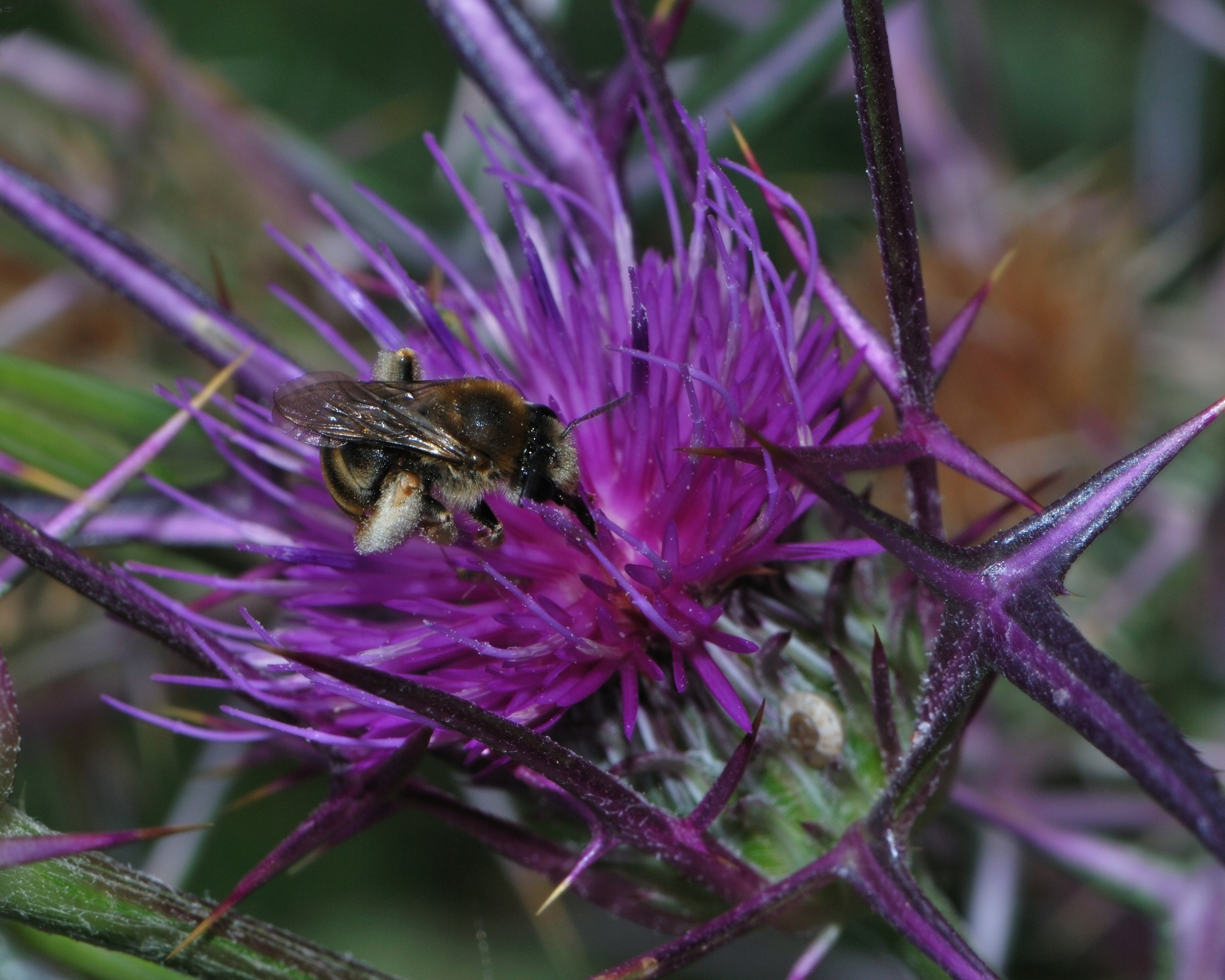
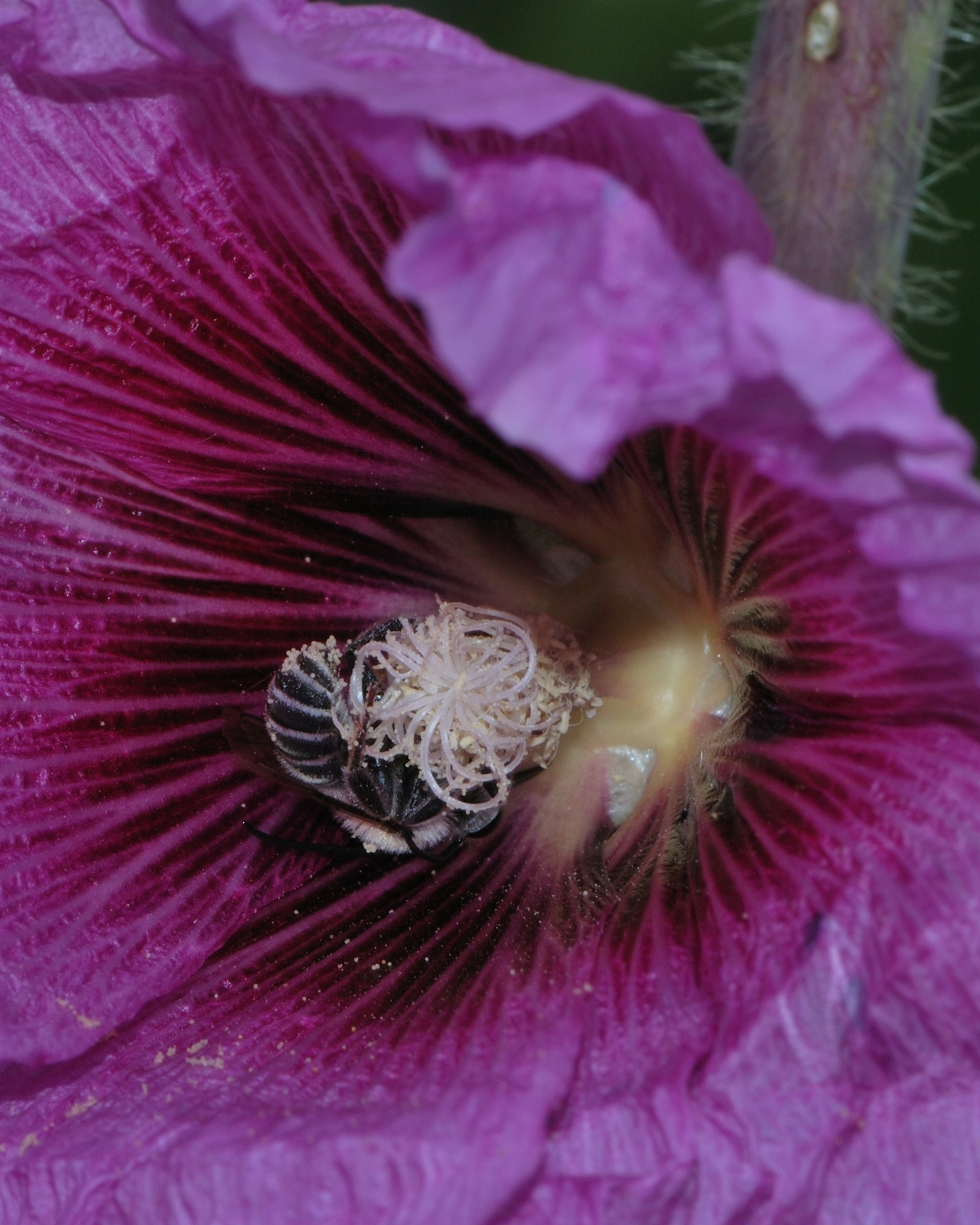
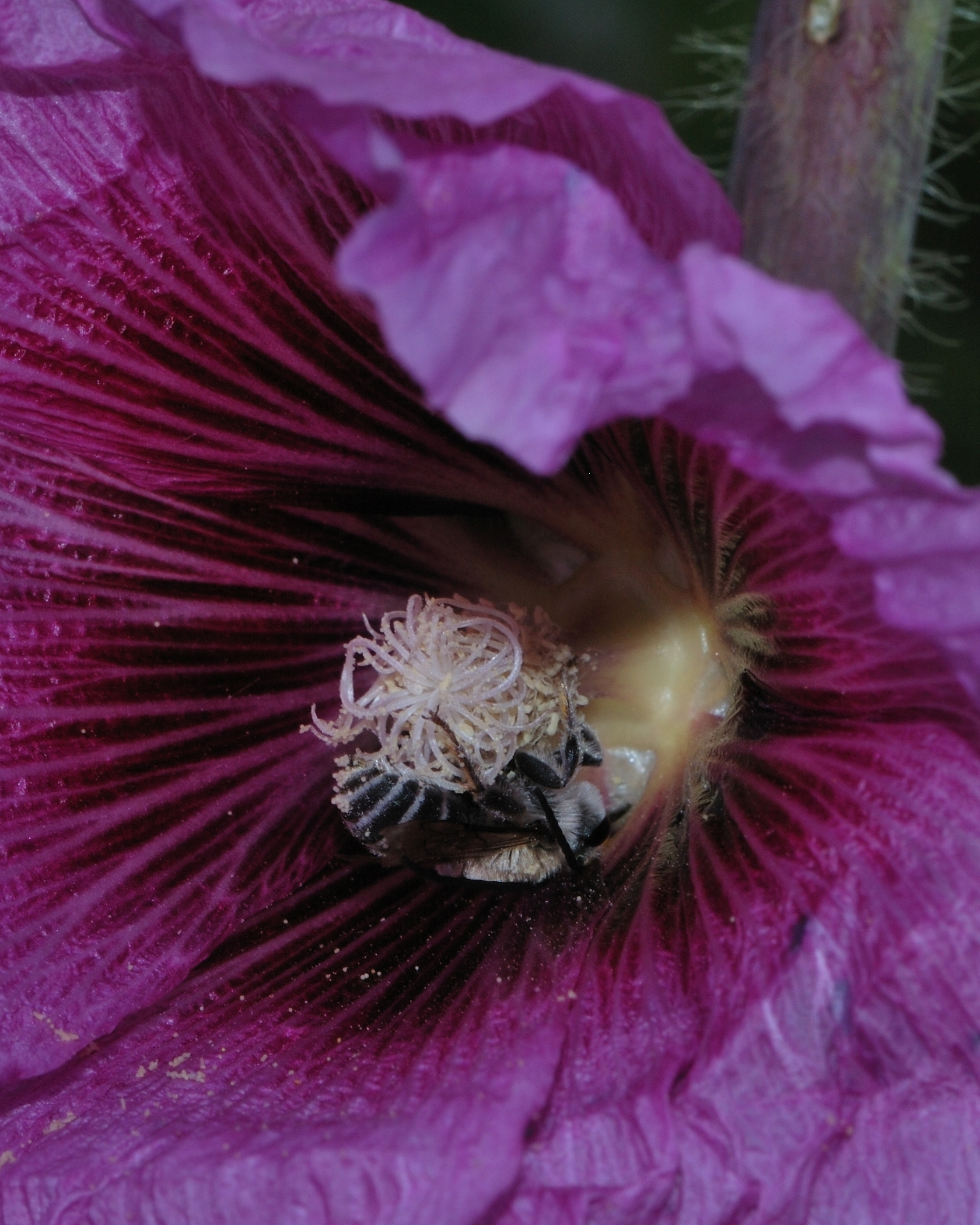
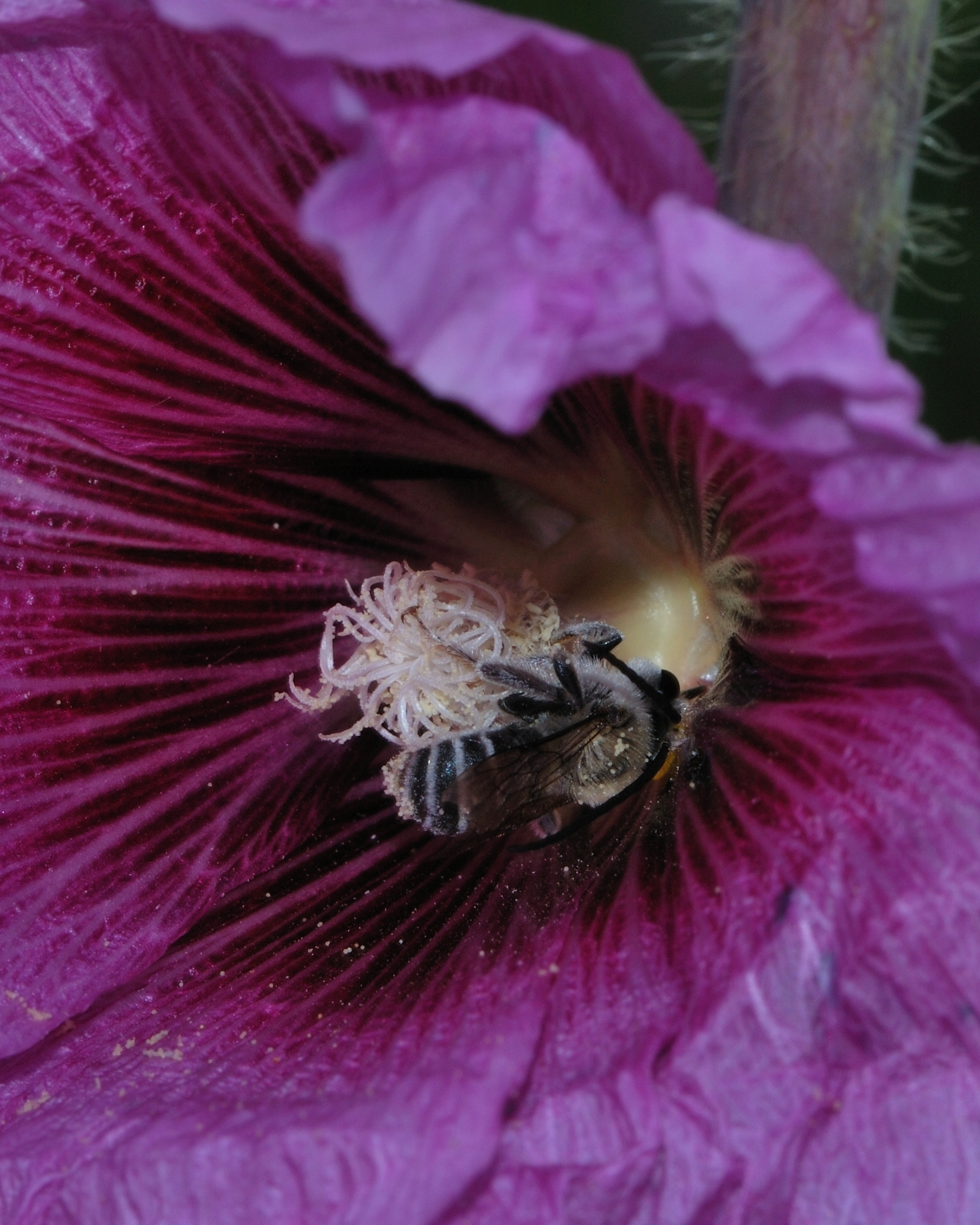